# Saarilampi (sjö i Finland, Lappland)
Saarilampi är en sjö i Finland. Den ligger i kommunen Rovaniemi i landskapet Lappland, i den norra delen av landet, 800 km norr om huvudstaden Helsingfors. Saarilampi ligger 196,6 meter över havet. Arean är 52,9 hektar och strandlinjen är 3,24 kilometer lång. Sjön  ingår i Kemi älvs huvudavrinningsområde. 